# فيني ميلر
فيني ميلر (بالإنجليزية: Vinny Miller)‏ هو مغن مؤلف بريطاني، ولد في 1969.

## وصلات خارجية
- الموقع الرسمي
- فيني ميلر على موقع ميوزك برينز (الإنجليزية)
- فيني ميلر على موقع ديسكوغز (الإنجليزية)